# Гастєв Олексій Капітонович
Олексій Капітонович Га́стєв (8 жовтня 1882, Суздаль — 15 квітня 1939, Комунарка) — радянський науковець, громадсько-політичний діяч, один із зачинателів наукової організації праці в СРСР, поет.

## Біографія
Народився 26 вересня [8 жовтня] 1882 року в місті Суздалі (нині Владимирська область, Росія). Його батько був учителем і помер, коли Олексію виповнилося два роки; мати була кравчинею. Після закінчення міського училища, а потім технічних курсів вступив до Московського учительського інституту, але 1902 року був виключений звідти за політичну діяльність.
Член Російської соціал-демократичної робітничої партії (РСДРП) з 1901 року. Кинувши навчання, віддався політичній роботі і працював слюсарем на заводах у Санкт-Петербурзі, Харкові, Миколаєві, а також у трамвайних парках з ремонту трамваїв. У період Революції 1905—1907 років очолював Костромську раду робітничих депутатів, керував бойовою дружиною. У 1906 році був обраний делегатом IV з'їзду РСДРП. З 1906 року працював у Всеросійській спілці робітників-металістів (протягом 1907—1918 років був членом правління петербурзької спілки металістів, а у 1917—1918 роках — секретарем її Центрального комітету). Неодноразово зазнавав репресій. У 1908 році вийшов із РСДРП. У 1909 році працював у журналі «Жизнь для всех». У 1913 році знову зблизився з більшовиками, співпрацював у газеті «Правда». У 1901, 1906, 1914 роках був заарештований. Перебував у засланні в Наримському краї, кілька разів утікав до Парижу. За кордоном працював на заводах.
Після Жовтневої революції працював керуючим і надзвичайним комісаром промислових підприємств у Сормові, Миколаєві, Харкові та Москві. З січня по квітень 1919 року завідував відділом мистецтв, був членом колегії Народного комісаріату освіти Української СРР. У 1920 році організував Центральний інститут праці при Всесоюзній центральній раді професійних спілок, яким керував до 1938 року. Одночасно протягом 1924—1926 років обіймав посади заступника голови і голови Ради по науковій організації праці при Наркоматі Робітничо-селянської інспекції та протягом 1932—1936 років очолював Всесоюзний комітет стандартизації при Раді праці та оборони СРСР. Член ВКП(б) з 1931 року.
8 вересня 1938 року заарештований за звинуваченням у приналежності до змовницької організації і 15 квітня 1939 року розстріляний на розстрільному полігоні «Комунарці». Посмертно реабілітований.

## Літературна і наукова творчість
Почав друкуватися з 1904 року. Його перше оповідання, «За стіною», про життя політичних засланців. Опублікував збірки поезій: «Поезія робочого удару» (1918) та «Пачка ордерів» (1921). Вірші у прозі «Ми ростемо із заліза», «Гудки», «Рейки», «Вежа» мали велику популярність у перші роки Радянської влади.
Опублікував публіцистичні твори «Як треба працювати» (1921), «Юність, йди!» (1923), «Спорядження сучасної культури» (1923), «Повстання культури» (1923), «Нова культурна установка» (1923), а також роботи з наукової організації праці: «Трудові установки» (1924), «Установка виробництва методом Центрального інституту праці» (1927), «Нормування та організація праці» (1929).
Українською мовою вірш «Ми ростемо із заліза» у 1925 році переклав М. Щербак.